# 6327 Tijn
6327 Tijn este o planetă minoră (asteroid), cu un diametru de 10,973 km, din centura de asteroizi. A fost descoperită pe 9 aprilie 1991 la Observatorul Palomar de Eleanor F. Helin și a fost numită după Tijn Kolsteren⁠(d). 
Obiectul prezintă o orbită caracterizată de o semiaxă mare de 2,7584571 UAi, o excentricitate de 0,23, o înclinație de 14,44242 ° în raport cu ecliptica.